# Palpostoma pilosum
Palpostoma pilosum là một loài ruồi trong họ Tachinidae.